# Bersaglio mobile (album)
Bersaglio mobile è il nono album del cantautore italiano Gianni Togni, pubblicato dall'etichetta discografica CGD nel 1988.
L'album è disponibile su long playing, musicassetta e compact disc. I brani sono composti dall'interprete insieme a Guido Morra.

## Tracce

### Lato A
1. La nube tossica
2. Desideri realizzabili
3. Nannarè
4. Il tradimento

### Lato B
1. Vola almeno tu
2. Fuori dagli schemi
3. Peggio per te
4. Messaggi in codice
5. Superstar

## Formazione
- Gianni Togni – voce
- Paolo Gianolio – chitarra acustica, chitarra elettrica
- Manu Katché – batteria
- Fabrizio Foschini – percussioni, programmazione, batteria elettronica
- Pino Palladino – basso
- Bruno Illiano – tastiera, pianoforte
- Maurizio Giammarco – sax
- Mel Collins – sassofono soprano
- Angela Parisi, Antonella Pepe – cori